# 7ª Divisione CC.NN. "Cirene"
La 7ª Divisione CC.NN. "Cirene" era una divisione italiana della Milizia Volontaria per la Sicurezza Nazionale (MVSN), che fu costituita per la Guerra d'Etiopia, sotto il comando del luogotenente generale Guido Scandolara. La divisione è stata dislocata in Libia durante la guerra per minacciare il Canale di Suez per una eventuale chiusura degli inglesi al traffico italiano. Non è mai stata impiegata in Abissinia, ma ha agito come un presidio locale.

## Ordine di battaglia: 1936
- 190ª Legione CC.NN. "Pisa" - Console Giulio Dionisi (Pisa)
  - CXC Battaglione CC.NN. (Pisa)
  - CCCXLI Battaglione CC.NN. (Caserta)
- 196ª Legione CC.NN. "Petrarca" - Console Francesco Vitaliti (Arezzo)
  - CXCVI Battaglione CC.NN. (Arezzo)
  - CCXLV Battaglione CC.NN. (Castellammare)
- 198ª Legione CC.NN. "Maremma" - Console Guglielmo Biondi (Grosseto)
  - CCXIX Battaglione CC.NN. (Grosseto)
  - CCXLIV Battaglione CC.NN. (Salerno)
- 219ª Legione CC.NN. "Ricciotti" - Console Giuseppe Mannu Ricci (Frosinone)
  - CXCVI Battaglione CC.NN. (Frosinone)
  - CCXLV Battaglione CC.NN. (Avellino)
- 241ª Legione CC.NN. "Volturno" - Console Dino Zauli (Caserta)
  - CCXLI Battaglione CC.NN. (Caserta)
  - CCVII Battaglione CC.NN. (Zara)
- 267ª Legione CC.NN. "Etna" - Console Alfredo Passalaqua (Catania)
  - CCLXVII Battaglione CC.NN. (Catania)
  - CCXLVIII Battaglione CC.NN. (Foggia)
- 271ª Legione CC.NN. "Vespri" - Console Ettore Usai (Palermo)
  - CCLXXI Battaglione CC.NN. (Palermo)
  - CCLXXVI Battaglione CC.NN. (Cagliari)
- 352ª Legione CC.NN. "Acciaiata" - Console Settimio Anatrini (Lecce)
  - CCCLII Battaglione CC.NN. (Lecce)
  - CCCLXIII Battaglione CC.NN. (Reggio Calabria)
- 180ª Compagnia mitraglieri
- 180ª Batteria someggiata del Regio Esercito
- battaglioni complementi CC.NN.
- 7º Reggimento artiglieria motorizzato del Regio Esercito
- 4 batterie da 65/17
- 7ª Compagnia speciale genio (CC.NN. e R.E.)
- Ufficio Commissariato
- 7ª Sezione sanità
- 7ª Sezione sussistenza
- 7º Autoreparto misto
- 7º Reparto salmerie divisionali
- Ospedale da campo n. 01